# För försvaret av Kiev
Medaljen För försvaret av Kiev (ryska: За оборону Киева) instiftades efter en ukas från Högsta Sovjets presidium av den 21 juni 1961. Medaljens skapare är konstnären Vladimir Nikolajevitj Atlantov.
Med medaljen "För försvaret av Kiev" belönades alla deltagare av försvaret av Kiev - värnpliktiga som hade tjänstgjort i den sovjetiska armén och inom de tidigare NKVD-trupperna, samt alla arbetare som deltog i försvaret Kiev inom folkuppbådet, de som var med och konstruerade olika försvarsverk, de som arbetade på fabriker som försörjde soldaterna vid fronten, medlemmar ur Kievs underjordiska rörelse och partisaner, vilka hade kämpat mot tyskarna vid Kiev. Perioden för försvaret av Kiev brukar anges juli t.o.m. september 1941.
Medaljen "För försvaret av Kiev" bärs på den vänstra brösthalvan och om man har blivit dekorerad med andra sovjetiska medaljer skall den placeras efter medaljen "För försvaret av Stalingrad".
Enligt uppgifterna per den 1 januari 1995 har omkring 107 540 personer tilldelats medaljen "För försvaret av Kiev".

## Medaljens beskrivning
Medaljen "För försvaret av Kiev" tillverkas av mässing och har formen av en cirkel med en diameter på 32 millimeter.
På medaljens framsida finns en avbildning av Högsta Sovjets byggnad i det Ukrainska SSR med en vajande flagga. I förgrunden ser man en bild på en soldat, en matros, en arbetare och en partisankvinna med nerfällda gevär.
I den övre delen av medaljen står det i en halvcirkel "För försvaret av Kiev" ("Za oboronu Kijeva").
På medaljens baksida finns inskriptionen "För vårt sovjetiska fosterland" ("Za nasju sovetskuju rodinu"). Ovanför texten finns en bild av en hammare och en skära.
Alla inskriptioner och avbildningar på medaljen är utbuktande.
Medaljen fästs genom en ögla och en ring ihop med en metallbricka som är omgiven av ett 24 millimeter brett olivfärgat silkesband. I mitten av bandet finns två längsgående remsor: en röd som är 4 mm bred och en blå som är 2 mm bred.